# The Secrets of the Black Arts
The Secrets of the Black Arts prvi je studijski album švedskog black metal-sastava Dark Funeral. Diskografska kuća No Fashion Records objavila ga je 28. siječnja 1996.

## Pozadina
Pjesme s albuma nastale su od 1993. do 1995. Pjesme "Shadows Over Transylvania" i "My Dark Desires" pojavile se na EP-u Dark Funeral iz 1994. Album je snimljen u studiju Unisound u siječnju 1995., a album je trebao biti objavljen na jesen iste godine. Iako je Blackmoon opisao ovo snimanje kao "sranje koje se ne bi svidjelo ni klincu od deset godina koji je volio Burzum". Za to je okrivio producenta Dana Swanöa. Blackmoon kao jedini član sastava bio je protiv objavljena verziji iz Unisound Studios. Album je ponovno snimljen u lipnju iste godine u studiju Abyss i producirao ga je Peter Tägtgren. Za naslovnu pjesmu snimljen je i spot.
Godine 2007. objavljeno je reizdanje albuma koje je sadržavalo bonus CD s pjesmama iz Unisound Studios. Remiksao ga je Daniel Bergstrand u studiju Dug Out, a remasterirao Peter In de Betou u svibnju 2007.

## Popis pjesama
| 1.    | »The Dark Age Has Arrived« (instrumentalna skladba)      |                       |                                                   | 0:16 |
| 2.    | »The Secrets of the Black Arts«                          | Themgoroth, Blackmoon | Themgoroth, Blackmoon, Lord Ahriman, Equimanthorn | 3:42 |
| 3.    | »My Dark Desires«                                        | Themgoroth            | Blackmoon                                         | 3:47 |
| 4.    | »The Dawn No More Rises«                                 | Blackmoon             | Themgoroth, Blackmoon, Lord Ahriman               | 4:00 |
| 5.    | »When Angels Forever Die«                                | Blackmoon             | Themgoroth, Blackmoon, Lord Ahriman               | 4:07 |
| 6.    | »The Fire Eternal«                                       | Blackmoon             | Blackmoon, Lord Ahriman                           | 3:55 |
| 7.    | »Satan's Mayhem«                                         | Themgoroth            | Themgoroth, Blackmoon, Lord Ahriman, Equimanthorn | 4:54 |
| 8.    | »Shadows over Transylvania«                              | Blackmoon             | Blackmoon, Lord Ahriman                           | 3:41 |
| 9.    | »Bloodfrozen«                                            | Blackmoon             | Blackmoon, Lord Ahriman                           | 4:21 |
| 10.   | »Satanic Blood« (obrada Vona)                            | Von                   | Von                                               | 2:11 |
| 11.   | »Dark Are the Paths to Eternity (A Summoning Nocturnal)« | Themgoroth            | Blackmoon, Lord Ahriman                           | 5:59 |
| 40:53 |                                                          |                       |                                                   |      |

| Bonus CD na reizdanju iz 2007. – verzije Unisound | Bonus CD na reizdanju iz 2007. – verzije Unisound        | Bonus CD na reizdanju iz 2007. – verzije Unisound | Bonus CD na reizdanju iz 2007. – verzije Unisound | Bonus CD na reizdanju iz 2007. – verzije Unisound | Bonus CD na reizdanju iz 2007. – verzije Unisound | Bonus CD na reizdanju iz 2007. – verzije Unisound | Bonus CD na reizdanju iz 2007. – verzije Unisound | Bonus CD na reizdanju iz 2007. – verzije Unisound | Bonus CD na reizdanju iz 2007. – verzije Unisound |
| Br.                                               | Skladba                                                  | Trajanje                                          |                                                   |                                                   |                                                   |                                                   |                                                   |                                                   |                                                   |
| ------------------------------------------------- | -------------------------------------------------------- | ------------------------------------------------- | ------------------------------------------------- | ------------------------------------------------- | ------------------------------------------------- | ------------------------------------------------- | ------------------------------------------------- | ------------------------------------------------- | ------------------------------------------------- |
| 1.                                                | »Shadows over Transylvania«                              | 3:39                                              |                                                   |                                                   |                                                   |                                                   |                                                   |                                                   |                                                   |
| 2.                                                | »The Dawn No More Rises«                                 | 3:40                                              |                                                   |                                                   |                                                   |                                                   |                                                   |                                                   |                                                   |
| 3.                                                | »The Secrets of the Black Arts«                          | 3:27                                              |                                                   |                                                   |                                                   |                                                   |                                                   |                                                   |                                                   |
| 4.                                                | »Satans Mayhem«                                          | 4:49                                              |                                                   |                                                   |                                                   |                                                   |                                                   |                                                   |                                                   |
| 5.                                                | »Bloodfrozen«                                            | 3:36                                              |                                                   |                                                   |                                                   |                                                   |                                                   |                                                   |                                                   |
| 6.                                                | »My Dark Desires«                                        | 3:23                                              |                                                   |                                                   |                                                   |                                                   |                                                   |                                                   |                                                   |
| 7.                                                | »Dark Are the Paths to Eternity (A Summoning Nocturnal)« | 5:39                                              |                                                   |                                                   |                                                   |                                                   |                                                   |                                                   |                                                   |
| 8.                                                | »The Fire Eternal«                                       | 3:37                                              |                                                   |                                                   |                                                   |                                                   |                                                   |                                                   |                                                   |
| 31:50                                             |                                                          |                                                   |                                                   |                                                   |                                                   |                                                   |                                                   |                                                   |                                                   |

## Osoblje
| Dark Funeral - Themgoroth – vokal, bas-gitara - Blackmoon – gitara, vokal (na pjesmi "Satanic Blood") - Lord Ahriman – gitara - Equimanthorn – bubnjevi | Ostalo osoblje - Necrolord – naslovnica albuma - Peter Tägtgren – produkcija, miks |